# Antoni Szymanowski
Antoni Jan Szymanowski (Tomaszów Mazowiecki, 13 januari 1951) is een Pools voormalig voetballer en huidig voetbaltrainer.

## Clubvoetbal
Szymanowski speelde in Polen afwisselend voor Wisla Kraków en Gwardia Warschau. Met Wisla won hij in 1967 de Puchar Polski en werd hij in 1978 Pools kampioen. Ook werd driemaal de poule in de Intertoto Cup gewonnen (1969, 1970 en 1973). Hij besloot zijn spelersloopbaan in België bij Club Brugge waarmee hij in 1981 de Kirin Cup won.

## Internationaal
Tussen 1970 en 1980 speelde Szymanowski in totaal 82 keer voor het Pools voetbalelftal waarin hij eenmaal scoorde. Met Polen werd hij in 1972 olympisch kampioen en werd in 1976 een zilveren medaille behaald. Ook nam hij deel aan het wereldkampioenschap voetbal in 1974 (derde plaats) en 1978. In 1975 werd hij uitgeroepen tot Pools voetballer van het jaar.

## Trainersloopbaan
In het seizoen 1985/86 trainde hij Cracovia Kraków. Hij trainde ook het tweede team van Wisla Kraków en was in twee periodes coach van Przebój Wolbrom. Tussendoor was hij assistent-trainer bij Gornik Zabrze.